# Santa Teresa Cora (jezik)
Santa Teresa Cora jezik (ISO 639-3: cok), indijanski jezik skupine corachol, porodica juto-astek, kojim govori oko 7 000 Cora Indijanaca (1993 SIL) u sjevernom središnjem dijelu meksičke države Nayarit.
Ima nekoliko dijalekata santa teresa cora, dolores cora, san blasito cora, san juan corapan cora i rosarito cora. Piše se latinicom

## Vanjske poveznice
- Ethnologue (14th)
- Ethnologue (15th)